# Longcheng
Der Stadtbezirk Longcheng (chinesisch 龙城区, Pinyin Lóngchéng Qū) ist ein chinesischer Stadtbezirk, der zum Verwaltungsgebiet der bezirksfreien Stadt Chaoyang im Westen der Provinz Liaoning gehört. Er hat eine Fläche von 618,9 km² und zählt 222.065 Einwohner (Stand: Zensus 2020).

## Administrative Gliederung
Auf Gemeindeebene setzt sich der Stadtbezirk aus fünf Straßenvierteln, vier Großgemeinden und zwei Gemeinden zusammen. 